# RWD-8
L'RWD-8 fu un aereo da addestramento monomotore biposto ad ala alta sviluppato dall'ufficio di progettazione polacco RWD negli anni trenta e prodotto su licenza in Polonia dalla Doświadczalne Warsztaty Lotnicze (DWL), dalla Podlaska Wytwórnia Samolotów (PWS) e nell'allora Regno di Jugoslavia dalla Rogožarski.
Destinato al mercato dell'aviazione generale venne utilizzato come aereo da turismo e come addestratore di primo livello nelle scuole di volo civili trovando, in quest'ultimo ruolo, applicazione anche in ambito militare in alcune aeronautiche militari del periodo.

## Tecnica
L'RWD-13 era un velivolo realizzato in tecnica mista destinato al turismo sportivo che riproponeva l'impostazione dei modelli che lo avevano preceduto: monomotore, monoplano ad ala alta con abitacoli aperti e carrello fisso.
La fusoliera, realizzata con una struttura metallica e ricoperta di tela trattata tranne che nella zona anteriore dove il motore era racchiuso da una pannellatura in alluminio, presentava due abitacoli aperti posti in tandem, entrambi protetti da parabrezza e dotati di doppi comandi, destinati ad allievo pilota ed istruttore o pilota e passeggero. La stessa integrava il serbatoio di combustibile, a seconda della variante da 75 L (RWD-8 PWS) o 85 L (RWD-8 DWL). Posteriormente terminava in un impennaggio classico monoderiva dai piani orizzontali controventati in compensato (stabilizzatori) e tela (timone ed equilibratori).
La configurazione alare era monoplana, con l'ala a freccia di 12° montata alta sulla fusoliera, struttura bilongherone in legno ricoperta in tela trattata. Le due semiali, collegate alla fusoliera tramite due aste di controvento "a V" erano ripiegabili all'indietro per agevolare le operazioni di hangaraggio.
Il carrello d'atterraggio era un biciclo anteriore fisso a ruote indipendenti con gambe di forza ammortizzate integrate posteriormente da un pattino d'appoggio.
La propulsione era affidata ad un motore 4 cilindri in linea raffreddato ad aria, un Walter Major 4 da 130 hp (100 kW), un PZInż Junior (versione su licenza del Walter Junior), o un de Havilland Gipsy Major a seconda delle preferenze del committente, posizionato all'apice anteriore della fusoliera racchiuso da una cofanatura metallica ed abbinato ad un'elica Szomański bipala a passo fisso.

## Varianti
RWD-8
prototipo e designazione dei primi esemplari avviati alla produzione in serie.
RWD-8 PWS
designazione della variante costruita dalla Podlaska Wytwórnia Samolotów (PWS).
RWD-8 DWL
designazione della variante costruita dalla Doświadczalne Warsztaty Lotnicze (DWL).

## Utilizzatori

### Civili
Brasile
 Estonia
un esemplare.
 Jugoslavia
- Aero Club Belgrade

operò con tre esemplari.
 Mandato di Palestina
 Marocco
 Polonia
- Aeroklub Polski

 Spagna

### Militari
Cecoslovacchia
- Češkoslovenske Vojenske Letectvo

 Germania
- Luftwaffe

operò con esemplari catturati.
 Israele
- Sherut Avir

 Jugoslavia

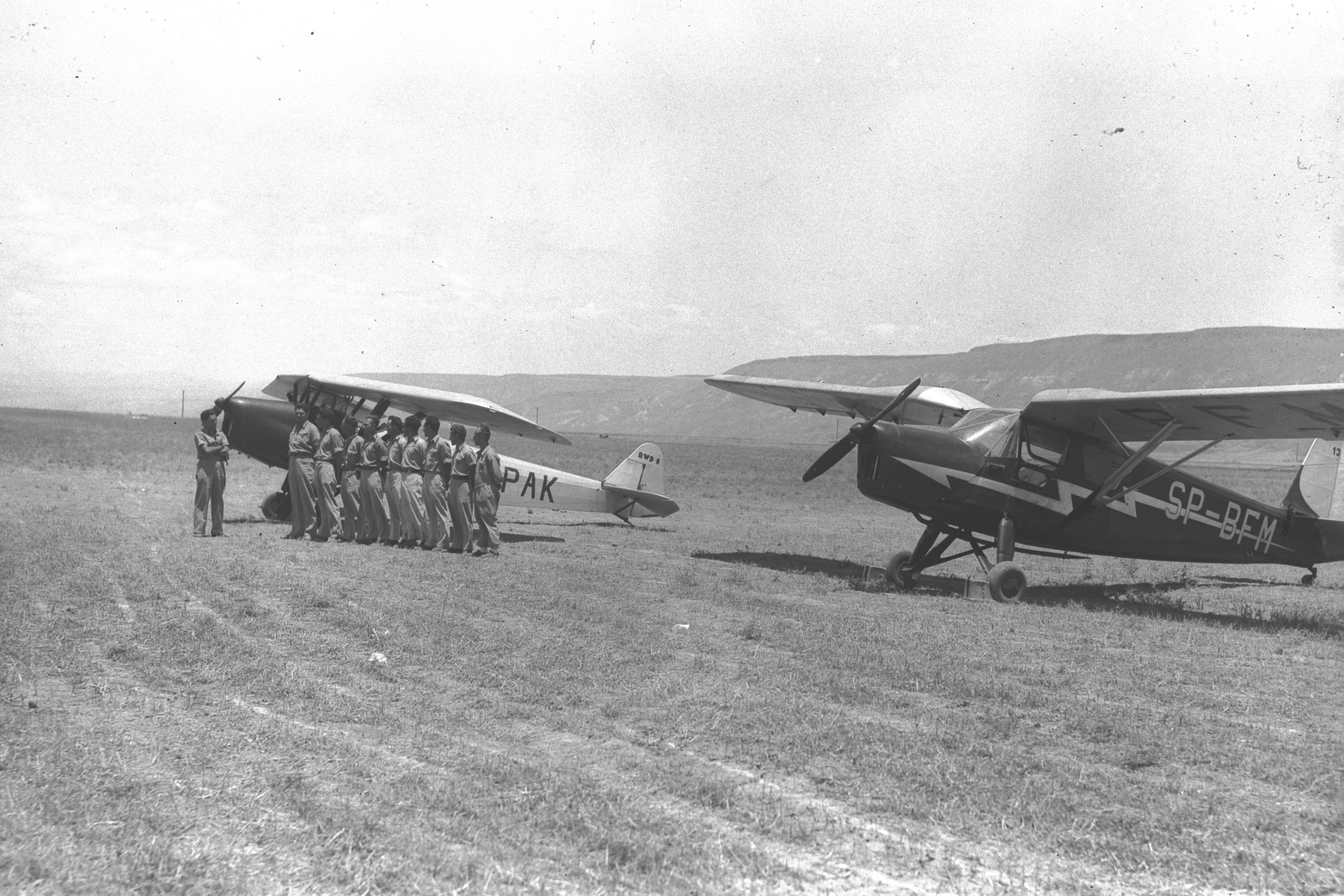
Mandato britannico della Palestina: un gruppo allievi della Haganah davanti agli istruttori e vicino agli RWD-8 con marche civili fotografati nel 1938 nella valle del Giordano nei pressi del Kibbutz Afikim.

- Jugoslovensko kraljevsko ratno vazduhoplovstvo i pomorska avijacija

operò con gli esemplari di costruzione nazionale.
 Lettonia
- Latvijas Gaisa Spēki

 Polonia
- Siły Powietrzne

 Romania
- Forțele Aeriene Regale ale României

 Spagna
- Aviación Nacional

operò con un esemplare acquisito via Portogallo nel ruolo di addestratore, nelle proprie scuole di volo, e di aereo da ricognizione durante la Guerra civile spagnola.
 Ungheria
- Magyar Királyi Honvéd Légierő